# Дай Ґохун
Дай Ґохун (3 вересня 1977) — китайська плавчиня.
Чемпіонка світу з водних видів спорту 1994 року.
Чемпіонка світу з плавання на короткій воді 1993 року.
Переможниця Азійських ігор 1994 року.